# Feketić (Baranjska županija)
Feketić ili Fejket (mađ. Feked) je selo u jugoistočnoj Mađarskoj.
Zauzima površinu od 19,33 km četvorna.

## Zemljopisni položaj
Nalazi se uz istočnu obalu Dunava, na 46° 10' sjeverne zemljopisne širine i 18°34' istočne zemljopisne dužine. Mečka je 2,5 km, a Jetinj 7 km zapadno, Faluv je 5 km sjeverozapadno, Vemen je 3 km istočno, Sebinj je 2,5 km jugoistočno, Gereš je 4 km jugozapadno, a Bodica je 6 km zapadno-jugozapadno.

## Upravna organizacija
Upravno pripada Mohačkoj mikroregiji u Baranjskoj županiji. Poštanski broj je 7724.

## Povijest
Ime mu se javlja u obliku Feketh u ispravi iz doba Arpadovića. 1372. se spominje kao posjed cistercitske opatije. Vjerojatno je da je Feketić bio naseljenim mjestom prije turske okupacije.
Turskim osvajanjima i pustošenjima nije izmakao ni Feketić, pa je tako i on bio u potpunosti razrušen i opustošen.
Početak obnove je 1702., kada su u Feketić došli rimokatolički doseljenici iz Njemačke, iz fuldskog kraja. 
Fejket nije bio uključen u podatcima od službenog popisa iz 1720. Razlog je bio taj što je selo bilo u tom trenutku nenaseljeno ili nije bilo poreznih obveznika. 
Rimokatolička crkva je sagrađena 1756. u baroknom stilu. 1846. je proširena i 1927. je uređen okoliš crkve.
Preseljenja Nijemaca 1945. su značajno pogodila ovo selo, koje je time izgubilo veliki broj stanovnika.

## Promet
200 m južno od Feketića prolazi željeznička pruga Pečuh – Bacik. Željeznička postaja Feketić se nalazi 200 m južno od sela.

## Stanovništvo
U Fejketu živi 214 stanovnika (2005.).
Mađari su većinsko stanovništvo. Nijemaca je 47%, a nepoznato je 13%. Nijemci u selu imaju manjinsku samoupravu. Rimokatolika je preko 80%. U selu je i nekoliko kalvinista i luterana.

## Vanjske poveznice
- (mađ.) Feked Önkormányzatának honlapja
- Feketić (Fejket) na fallingrain.com